# Американская змеешейка
Американская змеешейка (лат. Anhinga anhinga) — вид птиц из семейства змеешейковых, обитающий в Северной, Центральной и Южной Америке, а также на Кубе.

## Описание
Длина тела в среднем составляет 85 см, вес 1,350 г, размах крыльев 117 см, длина клюва 81 мм. Голова маленькая и выглядит просто продолжением длинной змеевидной шеи. На шее 8-й и 9-й позвонки образуют петлеобразное устройство, которое позволяет быстро выбрасывать голову при ловле добычи. Клюв длинный, острый и слегка зазубренный по краям. Крылья широкие, позволяющие парить в воздухе. Лапы перепончатые для удобства плавания, но их строение более приспособлено для передвижения по берегу и сидения на кустарниках и деревьях. Хвост длинный, используется при полёте, торможении и балансировке. В воздухе хвост напоминает хвост индейки. В целом строение тела напоминает строение баклана, а голова и шея похожи на цаплю.
Окраска американских змеешеек обладает диморфными признаками, то есть самки отличаются от самцов. У самцов оперение в целом серо-чёрное, на задней части спины и внешней стороне крыльев видны отдельные серебристого цвета перья, а на концах крыльев белые перья. У самцов также имеется чёрный гребешок. У самок окраска менее яркая — коричневая со светло-коричневой головой и шеей. Птенцы змеешейки окрашены в монотонный коричневый цвет. Линька всего оперения происходит одновременно. В отличие от других водоплавающих птиц, у змеешейки перья полностью промокают при контакте с водой, что позволяет ей лучше нырять. Это свойство, однако, уменьшает плавучесть, быстро снижает температуру тела и мешает летать.

## Распространение
Американская змеешейка обитает в Северной (США к югу от штата Северная Каролина, Мексика) и Центральной Америке, Панаме и Кубе. Особи, замеченные в более северных районах США, прилетают туда в марте-апреле и остаются до октября, затем возвращаются в Мексику и южные штаты. В Южной Америке вид обитает от Колумбии до Эквадора, на юг до Аргентины. Живёт в пресных либо солоноватых водоёмах, возле которых имеются заросли кустарников или деревьев: озёрах, реках, болотах, лиманах, лагунах и бухтах.

## Поведение
Американские змеешейки взлетают либо с разбега по воде, либо прыгая с высоты деревьев или кустарников. Садятся на воду, обычно скользя по поверхности или сползая с берега. Во время движения по воде снаружи видна только их голова и шея, что внешне напоминает движение змеи. Находясь в воде, большую часть времени охотится за рыбой, в остальное время сидит на ветках деревьев. Часто вылезает из воды и сразу забирается на высокую ветку, чтобы обсохнуть в солнечных лучах. Также для обсушки часто расправляет крылья подобно бакланам и грифам-индейкам (Cathartes aura). В воде быстро теряет тепло тела ввиду быстрой намокаемости тела.
Предпочитает жить по отдельности, но иногда встречается среди цапель, бакланов, ибисов или аистов. Хотя гнездится в небольших группах, во время гнездения придерживается своей территории. Обычно тихая птица, иногда в полёте либо возле гнезда издаёт щелчки, стрекотание или карканье.

## Питание
В основном охотится на рыбу (окуневые, центрарховые (Centrarchidae), карпозубые (Cyprinodontidae)), но иногда употребляет в пищу водных беспозвоночных и насекомых. Хотя американская змеешейка не считается быстро плавающей птицей, она довольно удачно охотится благодаря своей длинной и быстрой шее и острому клюву. Она подкарауливает медленно плывущую жертву и быстрым движением прокалывает её своим острым клювом, затем выплывает на поверхность, подбрасывает в воздухе и глотает.

## Размножение
Половая зрелость у американской змеешейки наступает приблизительно в 2 года. В тропическом и субтропическом поясе брачный сезон длится круглогодично либо зависит от сезона дождей, в более умеренных широтах он зависит от времени года. Американские змеешейки моногамны (живут парами) и могут использовать одно и то же гнездо несколько лет подряд. Самец начинает ухаживать за самкой, взлетая и паря в небе, затем обозначает место будущего гнезда веточками. После этого он всем своим видом начинает привлекать самку. После того, как пара сформировалась, самец начинает добывать материал для гнезда, а самка строит гнездо на ветках дерева либо кустарника поблизости от воды.
Самка откладывает по одному яйцу раз в один-три дня. Всего в кладке образуется от 2 до 6 яиц, в среднем 4 яйца. Яйца слегка зеленоватые или синеватые, иногда с коричневыми пятнышками. Период инкубации длится 25-30 дней. Обычно самцы тщательно охраняют гнездо от посетителей и могут даже вступить в драку. Если другой самец приближается к гнезду, отец широко расправляет крылья и щёлкает клювом. Если опасность не исчезает, он начинает клевать пришельца в голову и шею. Самки менее агрессивны, но также защищают гнездо при необходимости.
Только что вылупившиеся птенцы беспомощны и у них отсутствует оперенье. В начале родители кормят своих птенцов отрыгнутыми кусочками частично переваренной рыбы и капают им воду. Как только подрастают, птенцы сами залезают родителям в клюв в поисках еды. Птенцы остаются в гнезде примерно в течение трёх недель, но в случае опасности могут и ранее спрыгнуть в воду, а затем снова забраться в гнездо. По истечении трёх недель они в состоянии выбраться из гнезда на ветку, а через шесть недель у них появляется оперение. Однако ещё в течение нескольких недель они остаются с родителями.